# Сан Ремиђо (Мантова)
Сан Ремиђо је насеље у Италији у округу Мантова, региону Ломбардија.
Према процени из 2011. у насељу је живело 23 становника. Насеље се налази на надморској висини од 20 м.